# Let Love Rule
Az 1989-es Let Love Rule Lenny Kravitz debütáló nagylemeze. Kravitz akkori felesége, Lisa Bonet két dalnál működött közre: Fear (szöveg) és Rosemary (közreműködött a szövegírásnál).
A Let Love Rule a 61. helyig jutott a Billboard 200-on, míg a brit albumlistán az 56. helyet szerezte meg. Az Egyesült Államokban csak közepes sikereket ért el, de világszerte, elsősorban Európában, nagy sikerű volt, több mint kétmillió példányban kelt el. Az Egyesült Államokban 1995-ben kapta meg az arany minősítést. Szerepel az 1001 lemez, amit hallanod kell, mielőtt meghalsz című könyvben.

## Az album dalai
|     | Cím                              | Szerző(k)           | Hossz |
| --- | -------------------------------- | ------------------- | ----- |
| 1.  | Sittin' on Top of the World      | Lenny Kravitz       | 3:16  |
| 2.  | Let Love Rule                    | Kravitz             | 5:42  |
| 3.  | Freedom Train                    | Kravitz             | 2:50  |
| 4.  | My Precious Love                 | Kravitz             | 5:15  |
| 5.  | I Build This Garden For Us       | Kravitz             | 6:16  |
| 6.  | Fear                             | Kravitz, Lisa Bonet | 5:25  |
| 7.  | Does Anybody Out There Even Care | Kravitz             | 3:42  |
| 8.  | Mr. Cab Driver                   | Kravitz             | 3:49  |
| 9.  | Rosemary                         | Kravitz, Bonet      | 5:27  |
| 10. | Be                               | Kravitz             | 3:16  |

## Közreműködők
- Lenny Kravitz – ének, gitár, orgona, basszusgitár, dob, ütőhangszerek
- Alfred Brown – brácsa
- Karl Denson – szaxofon
- Henry Hirsch – zongora, orgona
- Adam Widoff – gitár
- Eric Delente – hegedű
- Nancy Ives – cselló
- Lee Jaffe – szájharmonika

## Fordítás
Ez a szócikk részben vagy egészben a Let Love Rule című angol Wikipédia-szócikk ezen változatának fordításán alapul.  Az eredeti cikk szerkesztőit annak laptörténete sorolja fel. Ez a jelzés csupán a megfogalmazás eredetét és a szerzői jogokat jelzi, nem szolgál a cikkben szereplő információk forrásmegjelöléseként.